# Frylesläktet
Frylesläktet (Luzula) är ett växtsläkte bestående av fleråriga örter tillhörande familjen tågväxter. Släktet har drygt 80 arter varav 13 växter i Sverige.

## Dottertaxa till Frylen, i alfabetisk ordning[1]
- Luzula abchasica
- Luzula abyssinica
- Luzula acuminata
- Luzula acutifolia
- Luzula africana
- Luzula alopecurus
- Luzula alpestris
- Luzula alpina
- Luzula alpinopilosa
- Luzula antarctica
- Luzula arcuata
- Luzula atlantica
- Luzula atrata
- Luzula australasica
- Luzula banksiana
- Luzula bomiensis
- Luzula brachyphylla
- Luzula bulbosa
- Luzula caespitosa
- Luzula calabra
- Luzula campestris
- Luzula canariensis
- Luzula capitata
- Luzula caricina
- Luzula celata
- Luzula chilensis
- Luzula colensoi
- Luzula comosa
- Luzula confusa
- Luzula congesta
- Luzula crenulata
- Luzula crinita
- Luzula decipiens
- Luzula densiflora
- Luzula denticulata
- Luzula desvauxii
- Luzula divaricata
- Luzula divulgata
- Luzula echinata
- Luzula ecuadoriensis
- Luzula effusa
- Luzula elegans
- Luzula excelsa
- Luzula fallax
- Luzula flaccida
- Luzula formosana
- Luzula forsteri
- Luzula gigantea
- Luzula glabrata
- Luzula groenlandica
- Luzula hawaiiensis
- Luzula hitchcockii
- Luzula indica
- Luzula jimboi
- Luzula johnstonii
- Luzula kjellmaniana
- Luzula kobayasii
- Luzula lactea
- Luzula leiboldii
- Luzula leptophylla
- Luzula longiflora
- Luzula lutea
- Luzula lutescens
- Luzula luzulina
- Luzula luzuloides
- Luzula mannii
- Luzula masafuerana
- Luzula maxima
- Luzula mendocina
- Luzula meridionalis
- Luzula modesta
- Luzula multiflora
- Luzula nipponica
- Luzula nivalis
- Luzula nivea
- Luzula nodulosa
- Luzula novae-cambriae
- Luzula oligantha
- Luzula orestera
- Luzula ostenii
- Luzula ovata
- Luzula pallescens
- Luzula papuana
- Luzula parviflora
- Luzula pedemontana
- Luzula pediformis
- Luzula peruviana
- Luzula philippinensis
- Luzula picta
- Luzula pilosa
- Luzula pindica
- Luzula piperi
- Luzula plumosa
- Luzula poimena
- Luzula pumila
- Luzula purpureosplendens
- Luzula racemosa
- Luzula rufa
- Luzula rufescens
- Luzula ruiz-lealii
- Luzula seubertii
- Luzula spicata
- Luzula stenophylla
- Luzula subcapitata
- Luzula subcongesta
- Luzula subsessilis
- Luzula sudetica
- Luzula sylvatica
- Luzula taiwaniana
- Luzula taurica
- Luzula traversii
- Luzula tristachya
- Luzula ulei
- Luzula ulophylla
- Luzula wahlenbergii
- Luzula vulcanica

## Bildgalleri

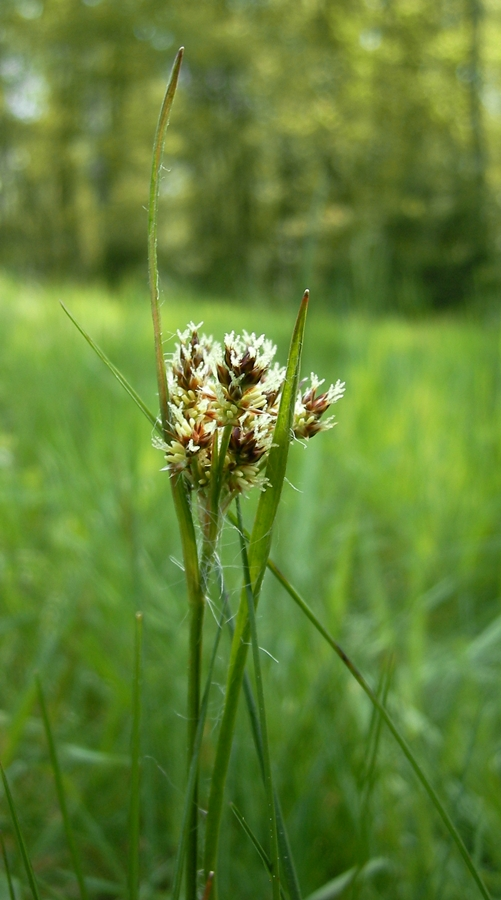
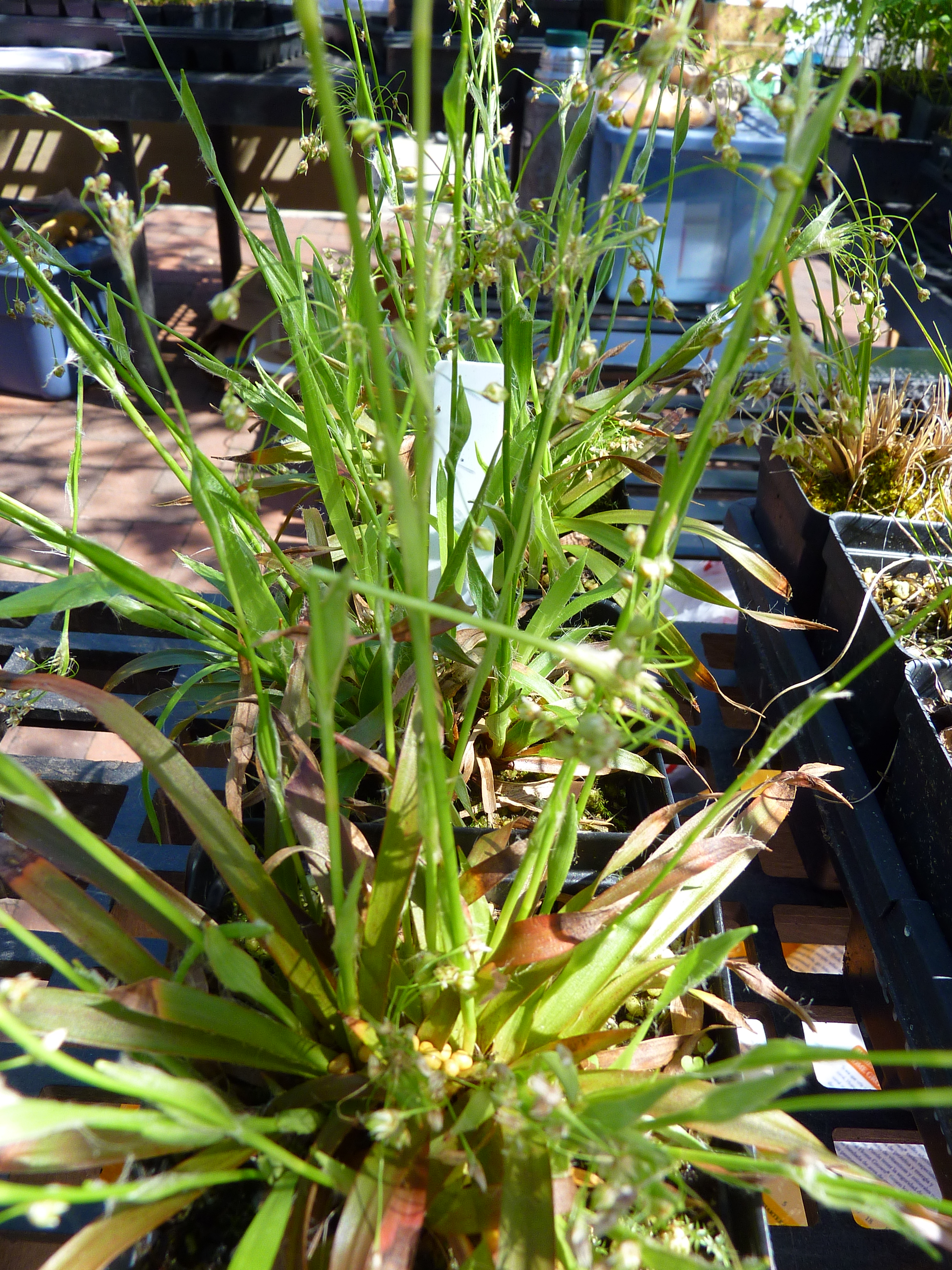
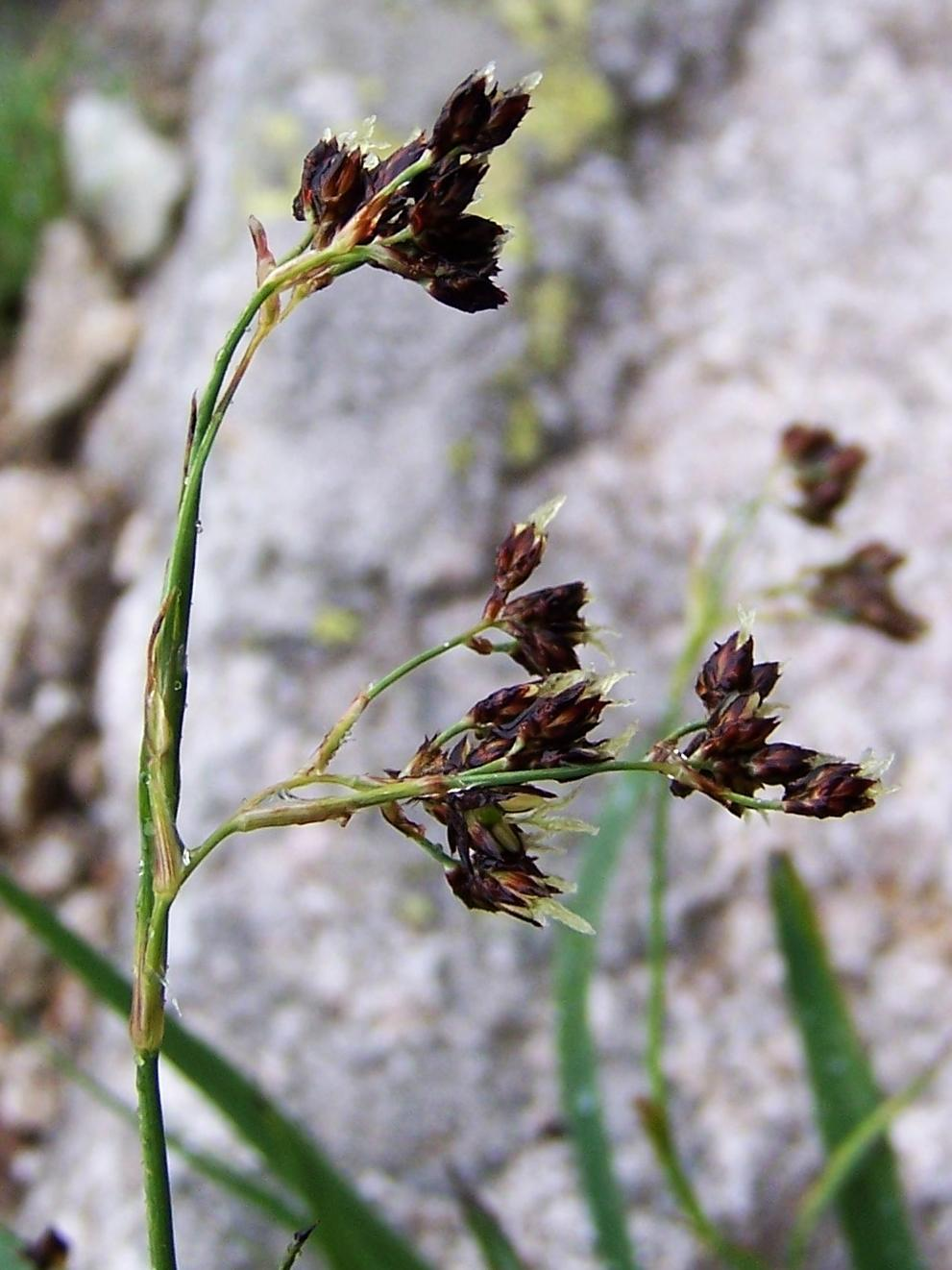
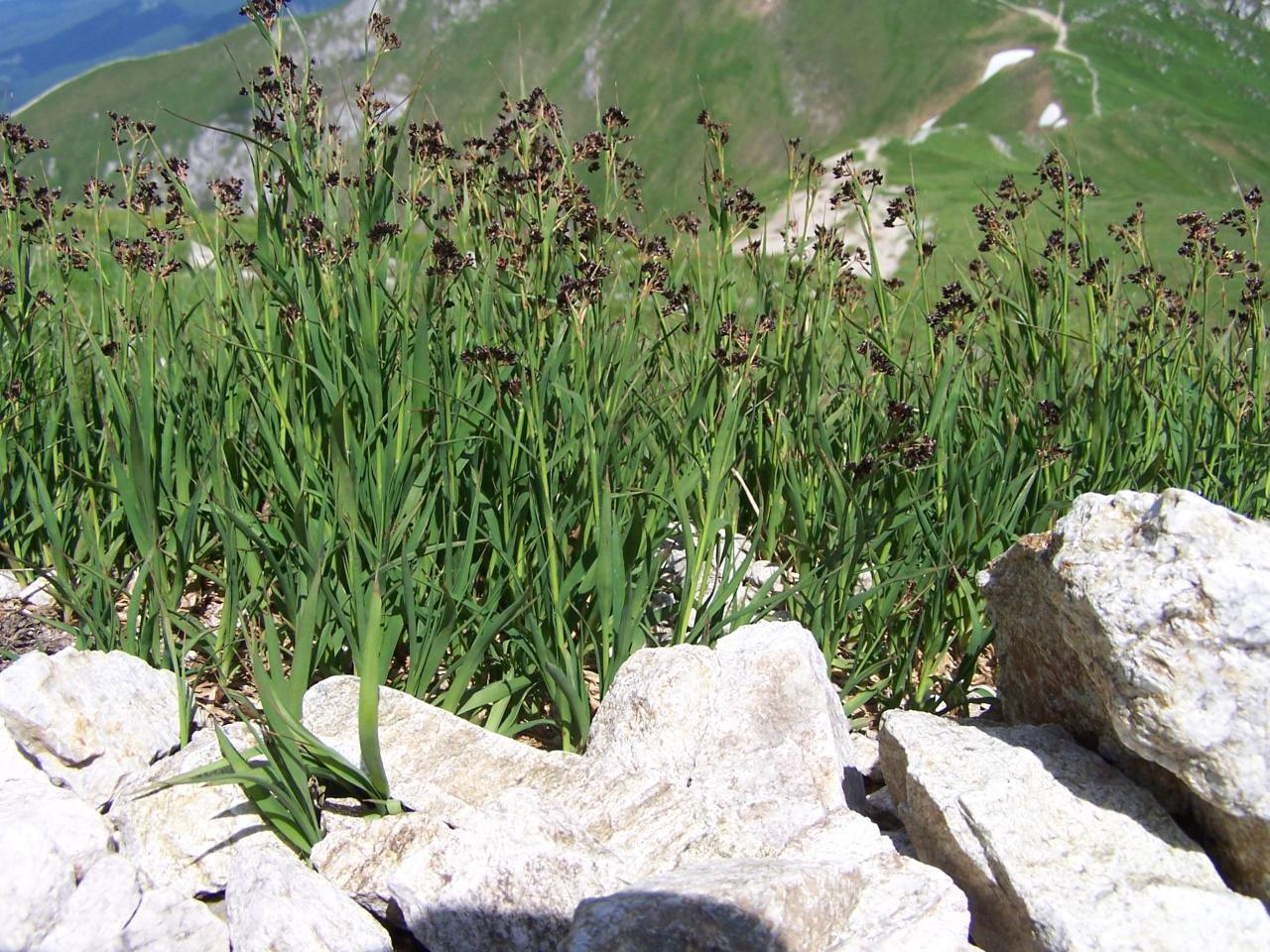
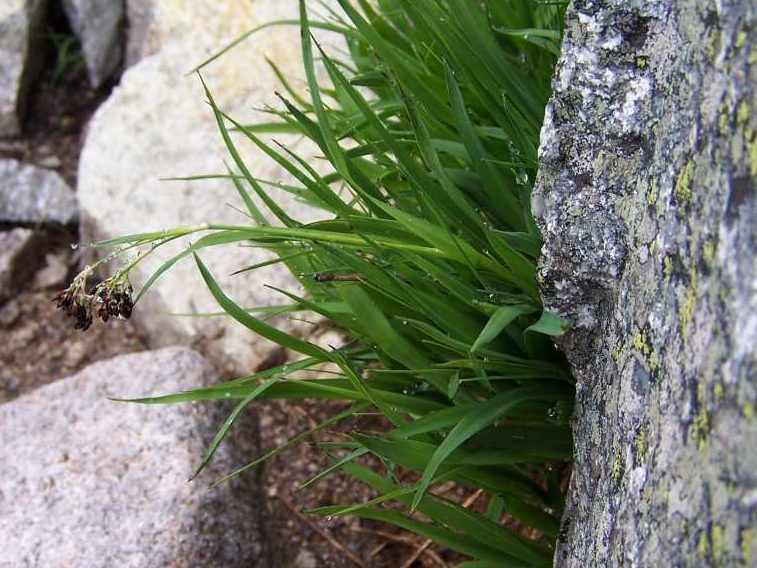
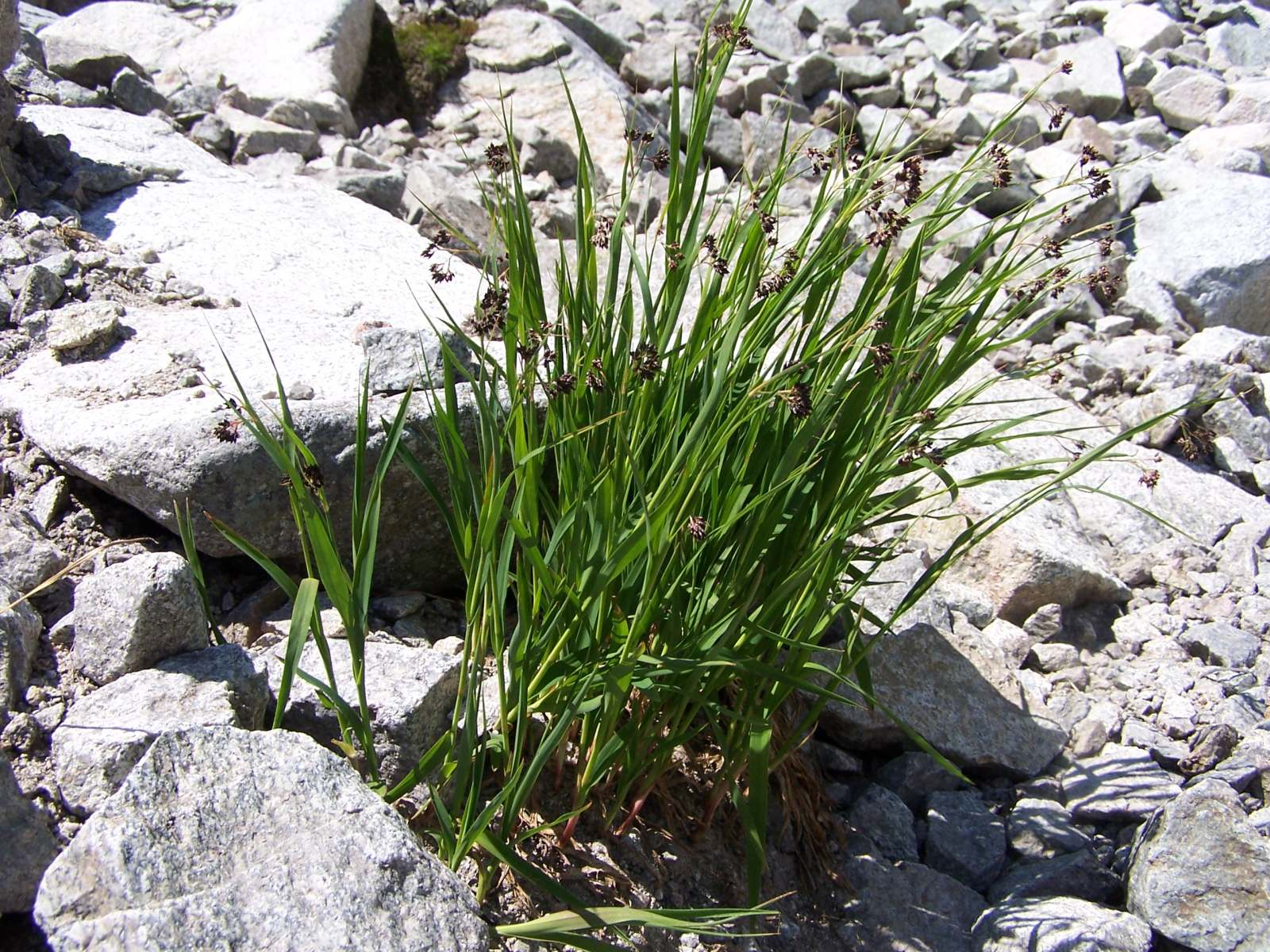